# 馬魯里站
马鲁里站位於吉隆坡东郊的蕉赖路和克拉容河旁，是吉隆坡安邦线与加影线的转换站。此站周圍有許多的购物中心如马鲁里永旺购物中心、双威伟乐城等，每日使用人次众多。
马鲁里站属于安邦线第一阶段线路，于1996年12月16日开始运营，而双溪毛糯－加影线站台則於2017年7月17日開始通行。
此外，馬魯里巴士總站和巴士厂就位於車站周围，是快捷通巴士的主要停靠站點，为当地巴士的主要转乘站之一。附近的主要住宅区有馬魯里花園（Taman Maluri）、美和家花園（Taman Miharja）及啤律等。

## 历史

### 早期历史
本站建于一条旧有连接吉隆坡市中心和安邦的铁路，即如今从半山芭南部（今陈秀连站一带）分岔，经马鲁里（Maluri）、班登英达站一直到现今的安邦车辆段，可见如今轻快铁路段乃取自早年的铁路规划。这条铁路于1914年投入运作，将矿区与吉隆坡火车总站连接起来，但并不在沿途轨道设站。
到了1920年代，由于贯穿马来半岛的铁路改由从士布爹接往南延伸，原经半山芭前往加影的功能便已丧失，铁道局便将敦陈祯禄路段的铁路拆除，但仍保留苏丹街车站至新街场及安邦的路线。后来因为乘客量少而废止该条铁路，实达轻快铁之建设。
本站目前是陈秀连站至安邦站之前唯一的高架车站，原因是原本靠近此站的铁道轨道为铁道路口。而当实达轻快铁建设时，其必须要跨越蕉赖路因铁道路口可能会造成列车与机动车辆相撞（同样的原本废弃铁路的一部分也改为高架桥以避开道路。）位于铁道路口西南方的马鲁里站也因此需要加高其轨道。

### 安邦线

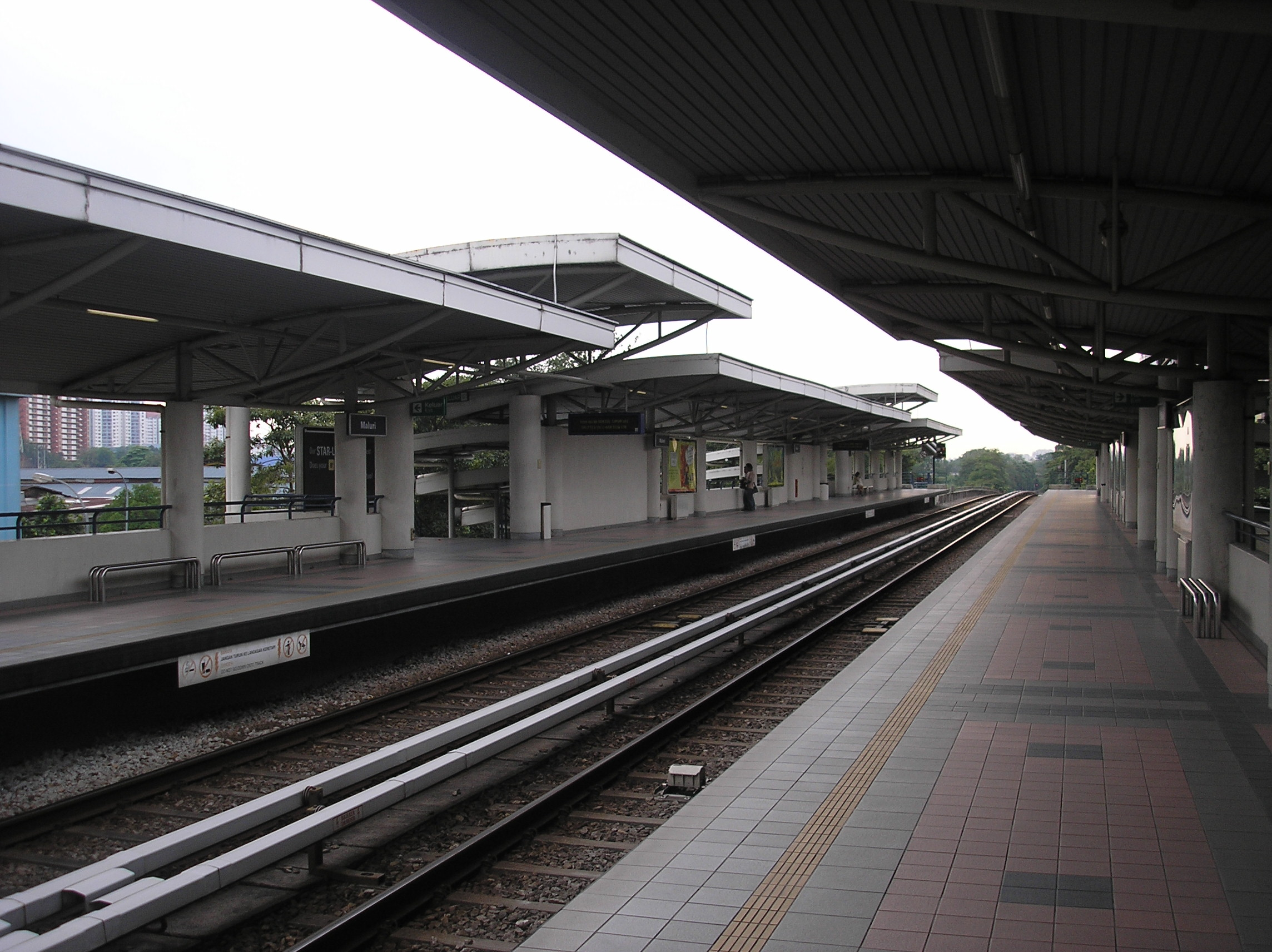
马鲁里安邦线站台

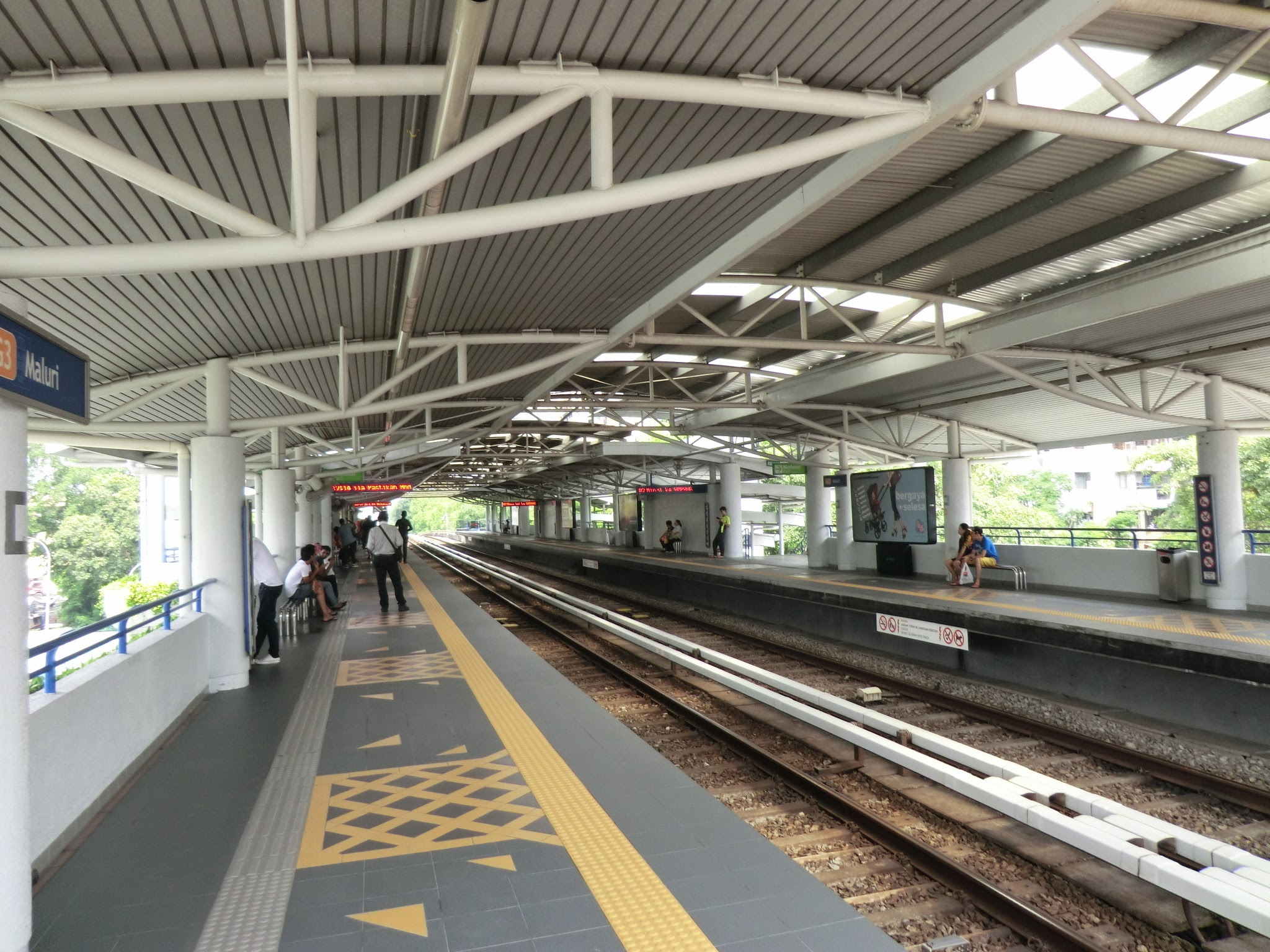
馬魯里安邦线站台

马鲁里站属于安邦线第一阶段线路，于1996年12月16日开始运营，以实达轻快铁（STAR）的第一阶段线路和从苏丹依斯迈站至安邦站的13个车站同时开放，也如其他沿线车站建在一条废弃铁路上。

### 双溪毛糯－加影线
沿马鲁里的捷运站与其他双溪毛糯－加影线车站同时于2012年左右开始施工。馬魯里捷运站也在2017年7月17日与其他第二阶段车站开通。
馬魯里捷运站也會在站名前加入「永旺」（AEON）商标，以作為命名權計劃的一部分。
不过，在本站開放不到9天内就出現了破壞行為。車站的廁所內兩個馬桶遭到破壞，水龍頭和門把手都受損，另外連同其餘幾個新車站的損毀，維修和清理的費用需要10,000令吉。這使馬來西亞国家基建因此派出便衣特工隊駐守各站以防止破壞。

## 车站结构和设计

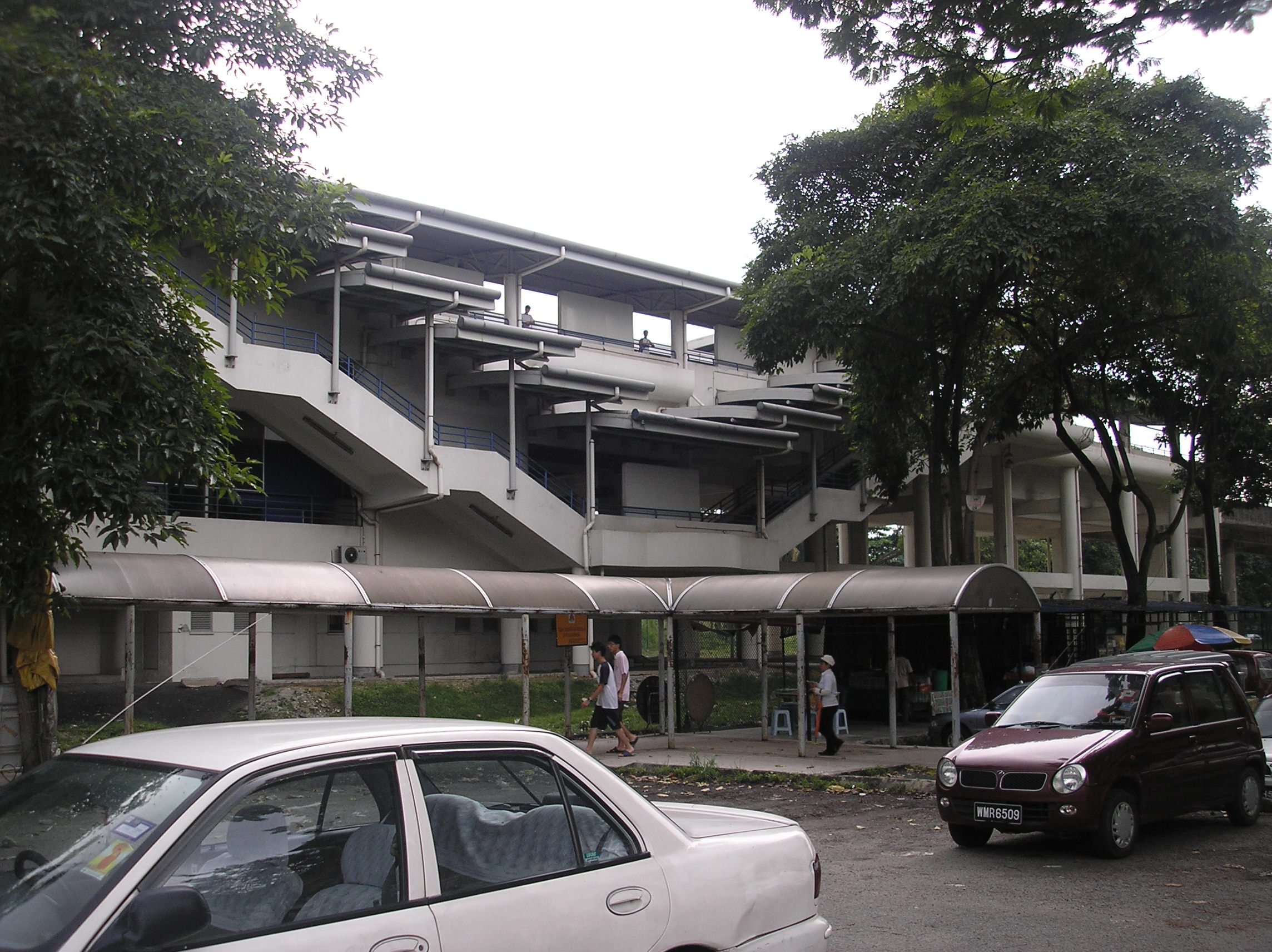
马鲁里站外观

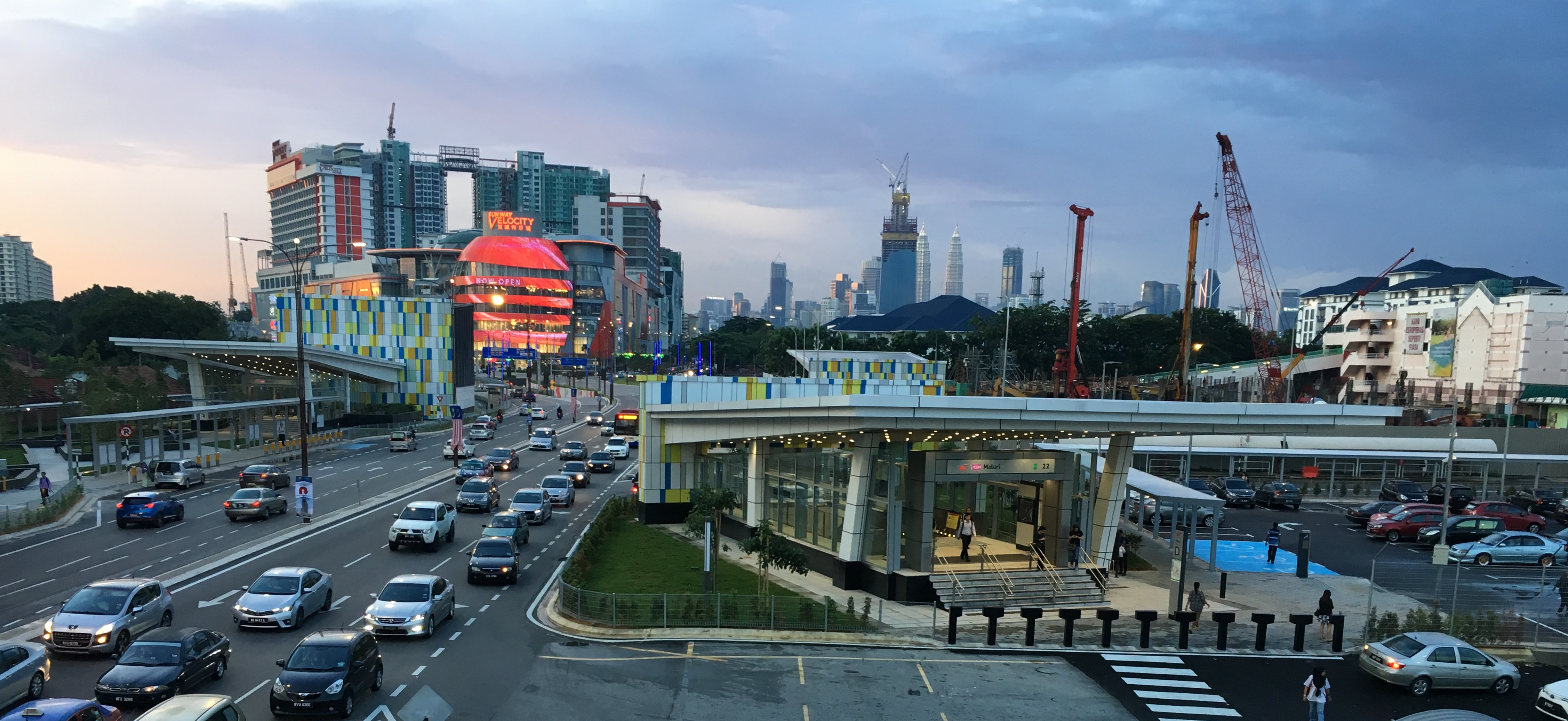
捷运站入口B位于蕉赖路左边，而入口D位于蕉赖路右边。

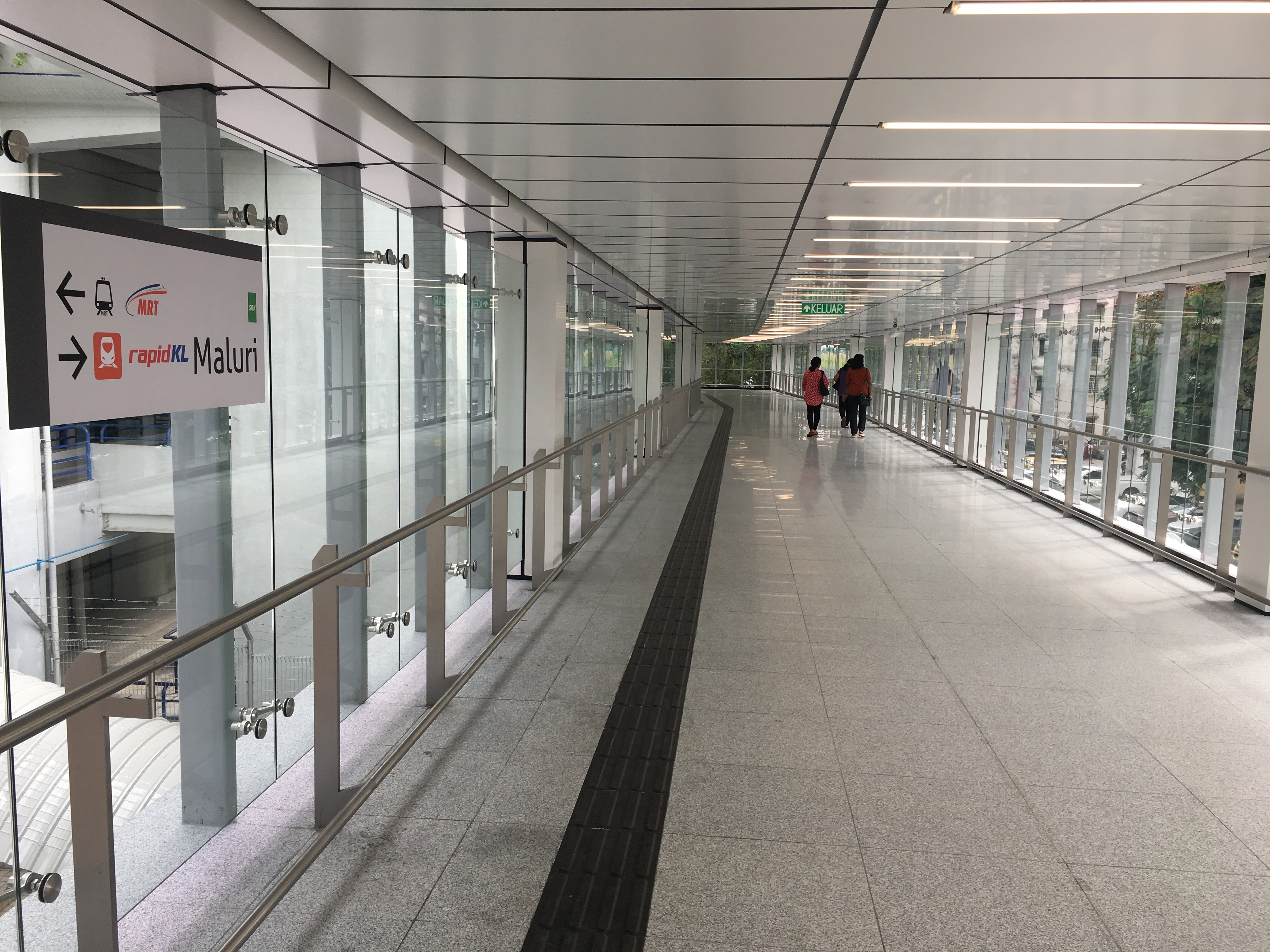
行人天桥一景，往前走将会前往马鲁里安邦线站台。

马鲁里站是安邦线的高架车站，同时也是双加捷运的地下车站。结构类似占美清真寺站，提供从付费区域至付费区域而不需要再次岀站，并有一座行人天桥衔接旧有的安邦线车站和新建的捷运车站。

### 安邦线
马鲁里安邦线车站是一座拥有两个相反方向轨道的高架车站。如其他高架的安邦线车站，马鲁里站由两个位于地面以上的楼层组成，尽管其高度较低。位于站台楼和底楼之前的售票区（车站大厅）较底部高一些。站台位于车站的最上方，由列车轨道和拥有屋顶的两个侧式站台组成，站台通过楼梯和手扶梯与下层连接，直到2015年才设有电梯，而设计则和其他安邦线车站大同小异。

### 加影线
马鲁里捷运站和之前的6个车站皆為地下車站，捷运站位于蕉赖路下方。其主題风格為「新世代」（New Generation），站台内被鋪設大量亮色系瓷磚，以展現年輕世代之活力，但只限于捷运站台。而安邦线站台和双加捷运入口C之间也有一座行人天桥衔接两处，这意味着乘客若要切换线路，不需要离开付费区域再转乘至另一个站台，而只需要通过衔接桥直接前往另一个站台。衔接桥因作为付费区通道而并不设有岀入口，和空调设施。
同时，安邦站车站大厅也可通过自动售票机直接购买捷运车票，反之亦然。捷运车站大厅也有一触即通卡（Touch n Go）充值机器以供乘客使用此卡付费。

### 车站结构
| 二樓     | 安邦線站台                         | 侧式站台 | 侧式站台 |
| 二樓     | 安邦線站台                         | 1号站台: 3 安邦线/4 大城堡线 34通过 AG11 SP11 陈秀连往 AG1 SP1 冼都東 (→) 或 SP11 AG11 陳秀連站轉乘可到達 SP31 布特拉高原站 (→)                                                                |          |
| 二樓     | 安邦線站台                         | 2号站台: 3 安邦线/4 大城堡线 34往 AG18 安邦 (←) |          |
| 二樓     | 安邦線站台                         | 侧式站台 |          |
| 一樓     | 安邦線车站大厅/捷运 入口C/连接步道 | 詢問處、自動售票機、驗票閘門、车站控制台、楼梯、手扶梯和电梯至站台、前往付费区通道 |          |
| 地面     | 街道                               | 蕉賴路、马鲁里巴士总站、計程車、行人道路、7-Eleven、Ramly汉堡店、MyNews.Com、服裝店等便利商店、入口A（通往永旺购物中心）、入口B（通往双威伟乐城的步行通道）、入口D（通往马鲁里巴士站和停车场） |          |
| 地下一楼 | 双溪毛糯－加影线车站大厅           | 詢問處、自動售票機、驗票閘門、车站控制台 |          |
| 地下二楼 | 双溪毛糯－加影线站台               | 1号站台: 9 加影线 9往 KG35 加影 (→) |          |
| 地下二楼 | 双溪毛糯－加影线站台               | 島式月台 |          |
| 地下二楼 | 双溪毛糯－加影线站台               | 2号站台: 9 加影线 9往 KG04 桂莎白沙罗 (←) |          |

### 出入口
马鲁里站设有四个连外入口，其中三个入口通往捷运站（入口A，入口B和入口D），一个属于轻快铁站但不分配任何代码。所有的入口都位于蕉赖路的两侧。
从轻快铁站到捷运站的捷运站入口为入口C（见下文），但它仅限于往返两站，不允许从外部进入。
捷运的三个连外入口皆设有手扶梯、电梯和楼梯。捷运站的入口通往位于地下的车站大厅，而轻快铁站的入口则上至安邦线车站大厅。轻快铁站的出口通过行人天桥通往车站对面（蕉赖路往加影方向行驶的车道）。捷运站的地面入口设有一座有盖的行人走道，再往前即可到达双威伟乐城购物中心，轻快铁的乘客则需通过捷运站的付费区通道前往双威伟乐城。
捷运站的两个入口位于蕉赖路的南行车道，另外两个则位于北行车道。入口A位于南行车道的马鲁里永旺购物中心前方，入口B位于北行车道，并可通过有盖步道前往双威伟乐城。入口C连接到安邦线车站的天桥（付费区通道）入口。入口D位于南行车道的马鲁里巴士总站以及共设有250个停车位的「停车换乘」设施。
| 3 安邦线车站 | |      |
|              | |      |
| 出口編號     | 建議前往的目的地 | 图片 |
| 轻快铁       | 蕉赖路南侧 蕉赖路巴士站（往吉隆坡方向）、坝罗路（Jalan Palong）、行人天桥通往蕉赖路北侧                                                                                               |      |
| 9 加影线车站 | |      |
|              | |      |
| A            | 蕉赖路北侧 马鲁里永旺购物中心、马鲁里花园 |      |
| B            | 蕉赖路南侧 双威伟乐城、矿路（Jalan Lombong）、佳利安路（Jalan Galian） |      |
| C            | 付费区通道 捷运－轻快铁 |      |
| D            | 蕉赖路北侧 「停车换乘」设施、马鲁里巴士总站、蕉赖路巴士站（往加影方向）、折扎卡路（Jalan Jejaka）、民政大厦、蕉赖旧街场路（Jalan Pudu Ulu）、桑林柏卡沙花园（Taman Shamelin Perkasa） |      |

## 服务时间
以下营运时间以官方网站为准。
| 往                  | 车站开始时间 | 车站开始时间 | 车站关闭时间 | 车站关闭时间 | 末班车     | 末班车       |
| ------------------- | ------------ | ------------ | ------------ | ------------ | ---------- | ------------ |
| 往                  | 星期一至六   | 星期日及公假 | 星期一至六   | 星期日及公假 | 星期一至六 | 星期日及公假 |
| 安邦线              |              |              |              |              |            |              |
| 从冼都东 往安邦站   | 06:00        | 06:00        | 23:35        | 23:35        | 23:58      | 00:21        |
| 从安邦 往冼都东站   | 06:00        | 06:00        | 23:35        | 23:35        | 23:41      | 23:41        |
| 双溪毛糯－加影线    |              |              |              |              |            |              |
| 从双溪毛糯 往加影站 | 06:00        | 06:00        | 00:00        | 23:30        | 00:16      | 23:46        |
| 从加影 往双溪毛糯站 | 06:00        | 06:00        | 00:00        | 23:30        | 23:57      | 23:30        |

## 车站周边

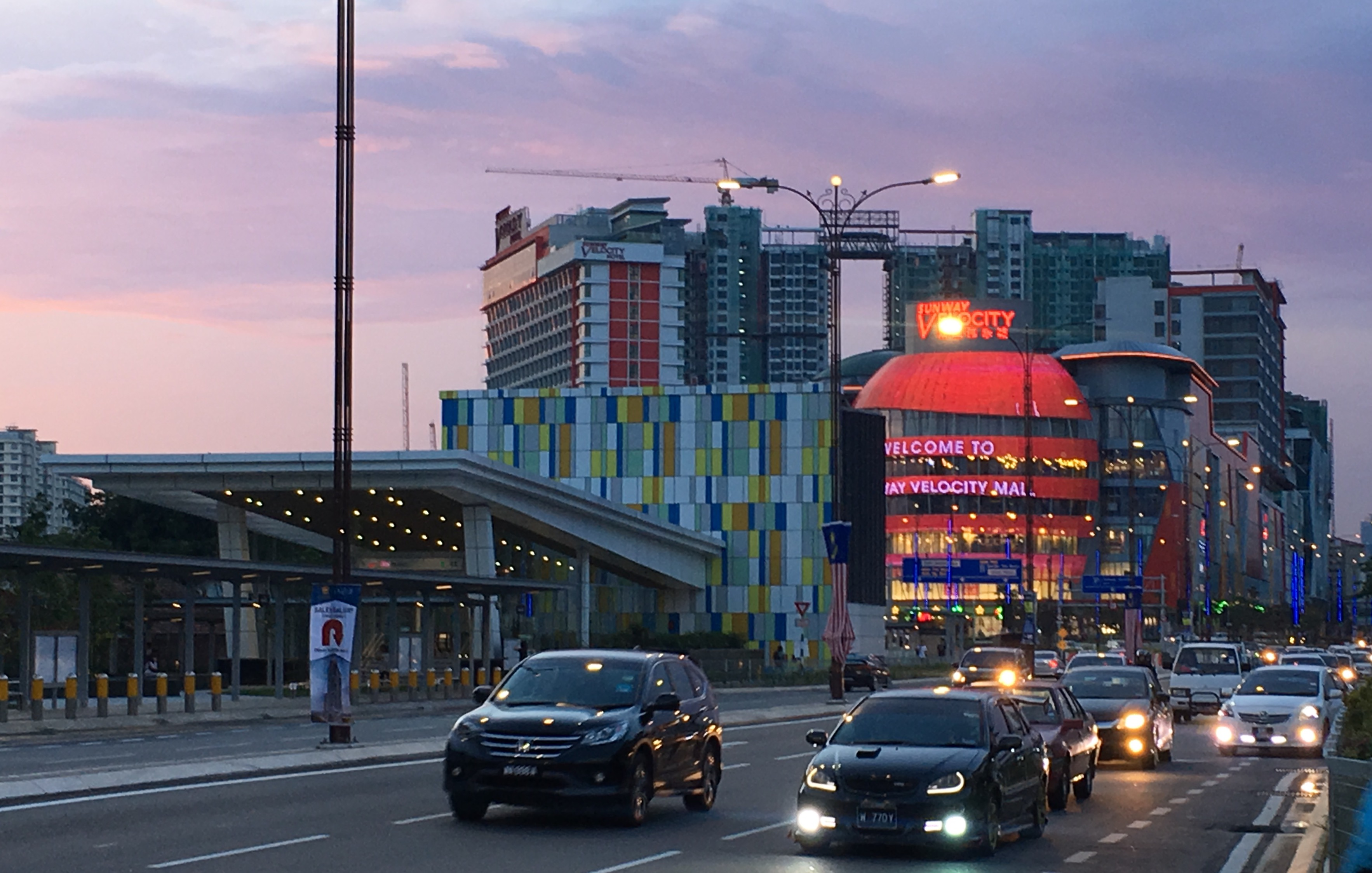
双威伟乐城和前方的马鲁里捷运站入口B

- 永旺馬魯里花園購物中心（AEON Taman Maluri）
- 雙威偉樂城（Sunway Velocity）[18]
- 快捷通巴士马鲁里巴士轉乘站
- 蕉赖警局总部（IPD Cheras）

## 图片集

### 轻快铁站

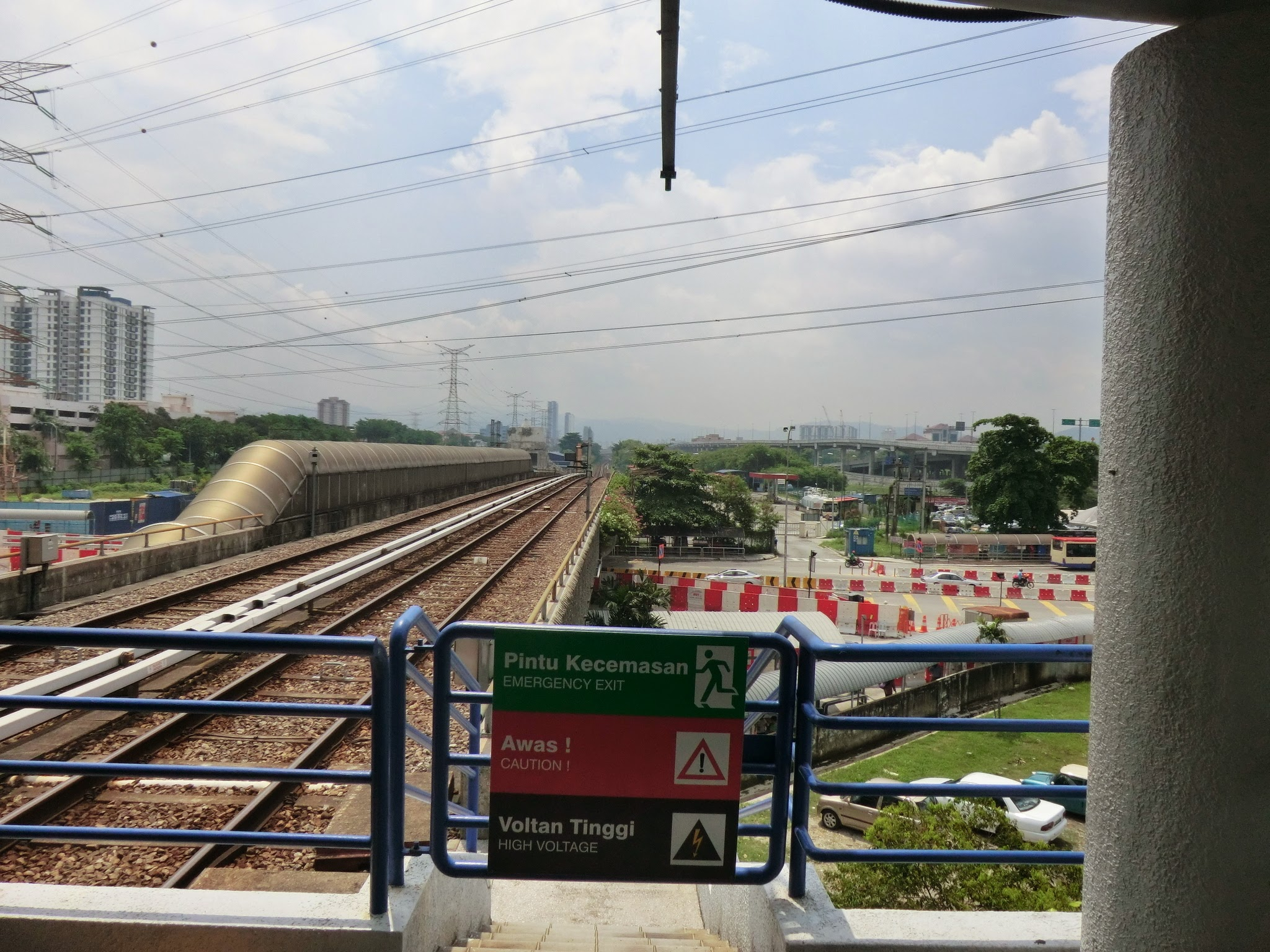
从站内看向前往班登再也站的轨道。
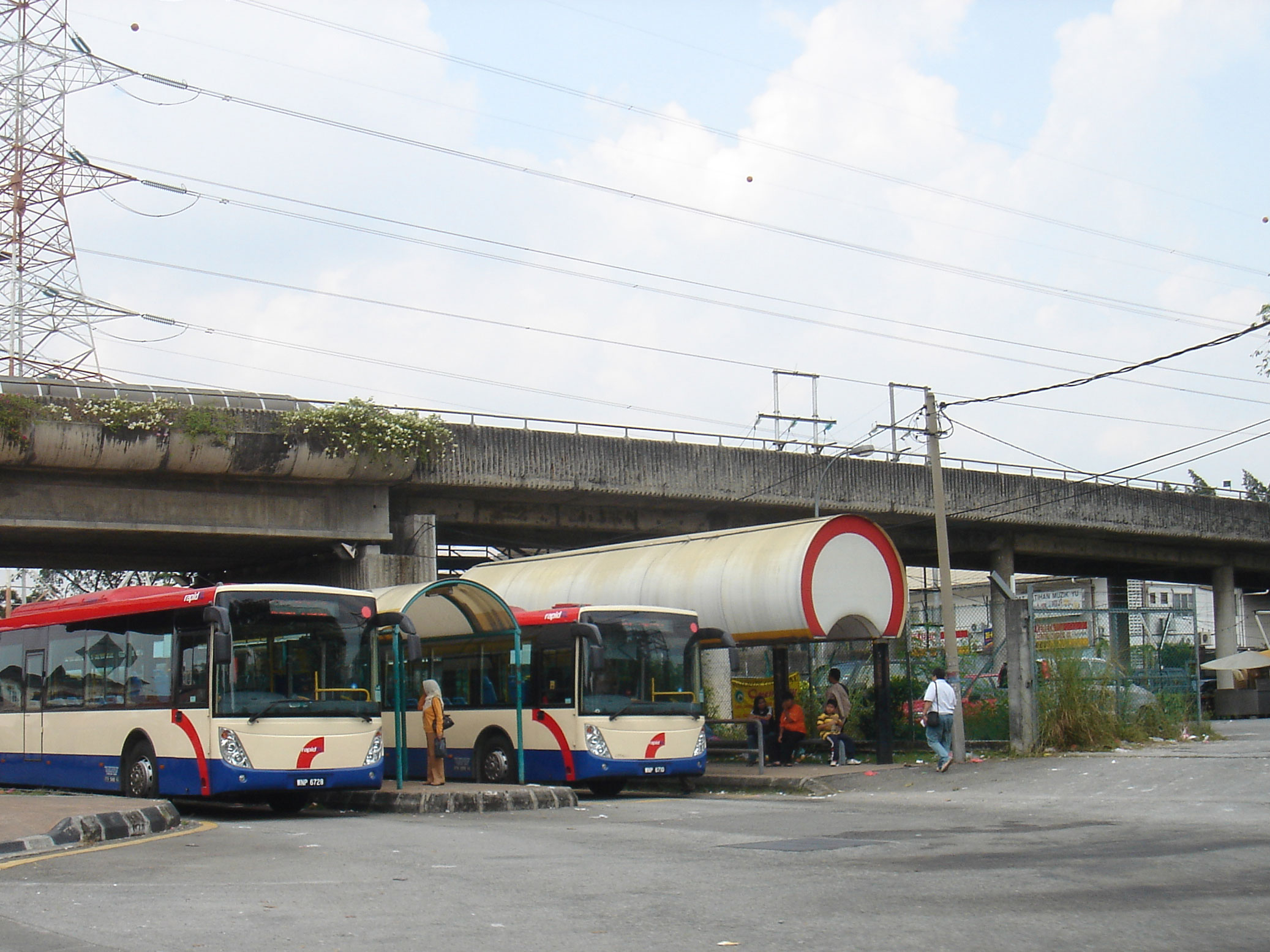
2006年（16年前）1月马鲁里巴士站。

### 捷运站

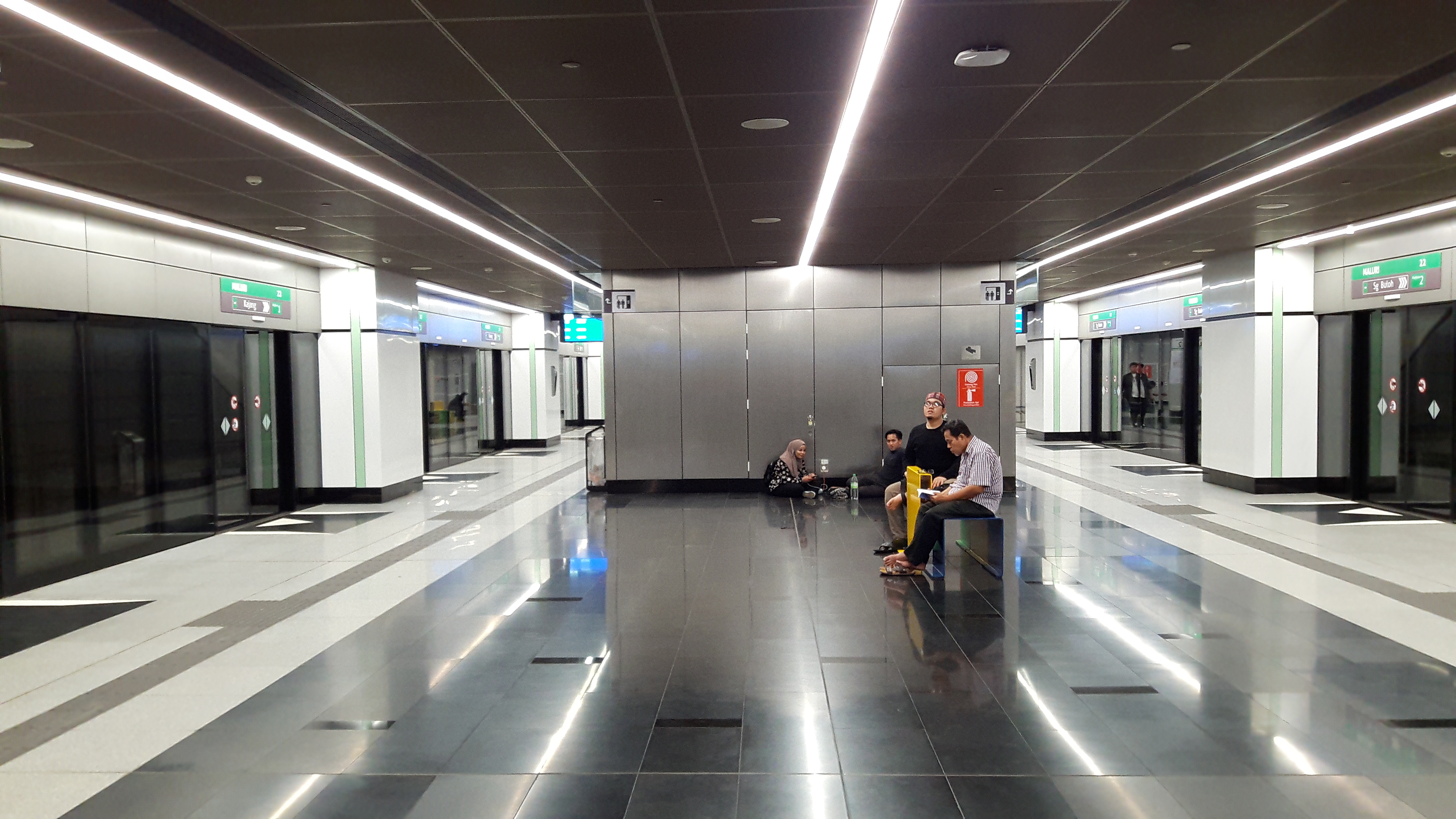
马鲁里捷运站站台楼，其空间约是占美清真寺站站台的两倍。
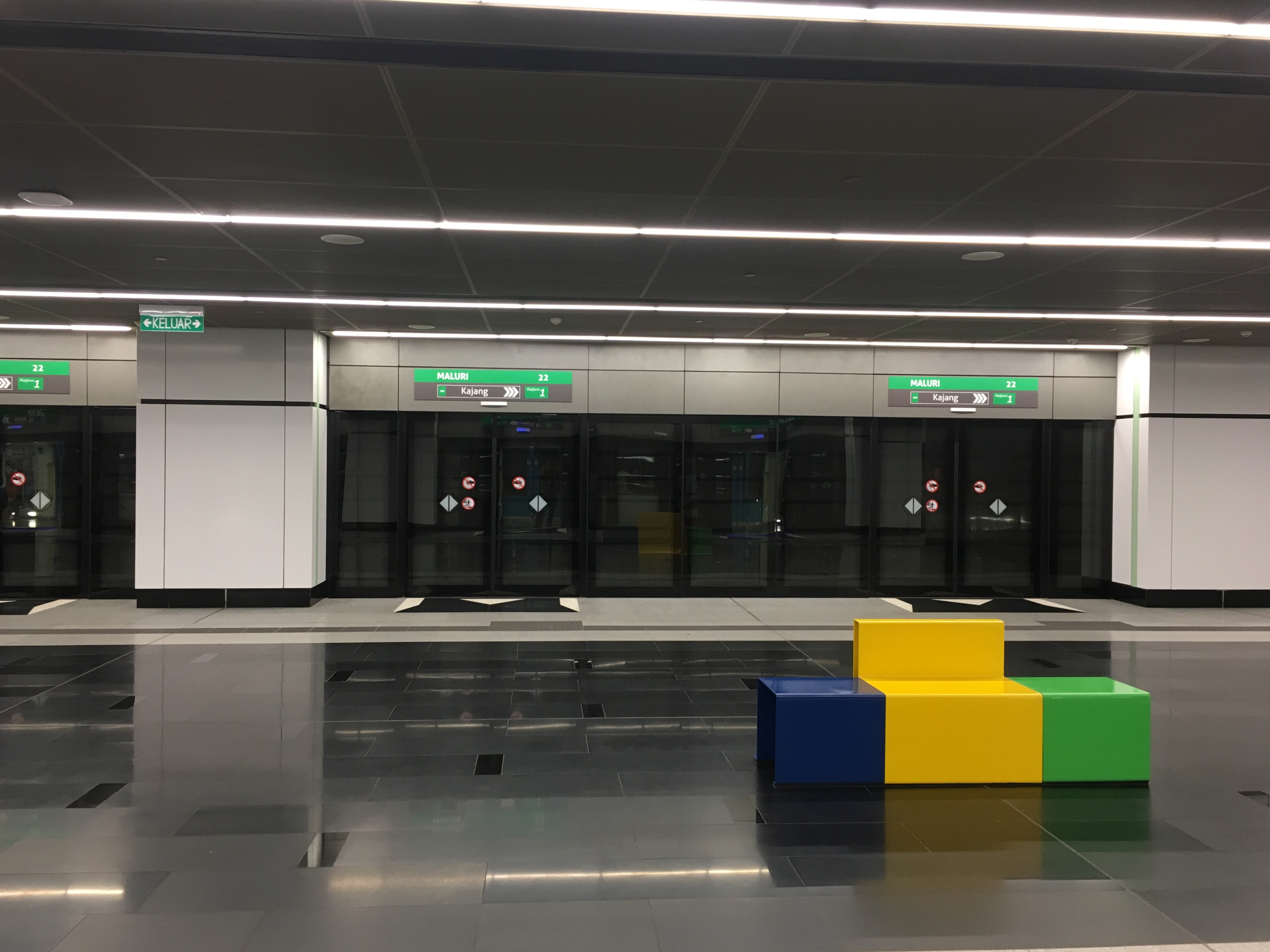
站台层一览
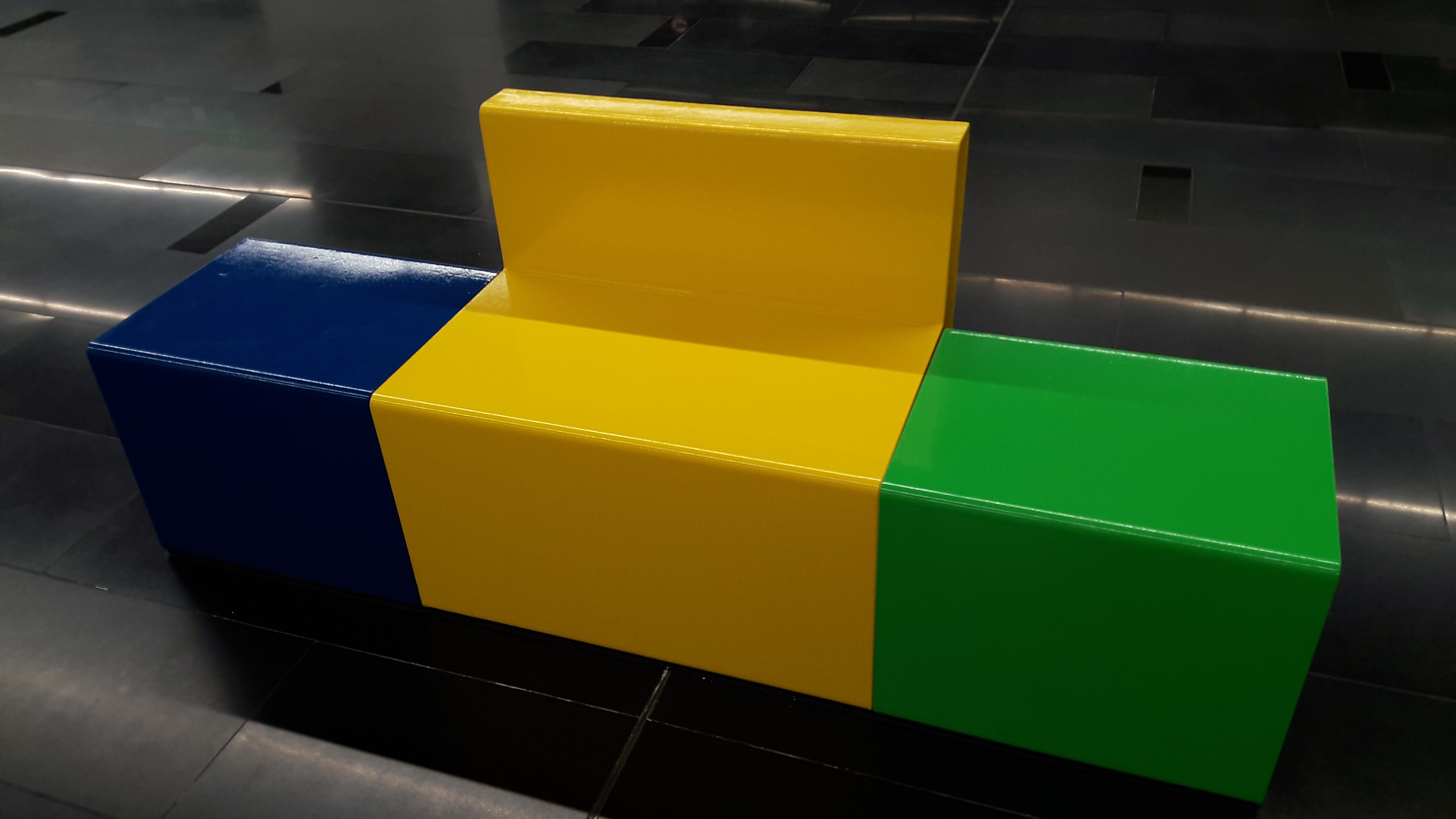
马鲁里站的特色凳子，每个地下车站都会有不同设计风格的凳子。该凳子是由一名名为Jackson Chia Sen Chung的大学生设计。
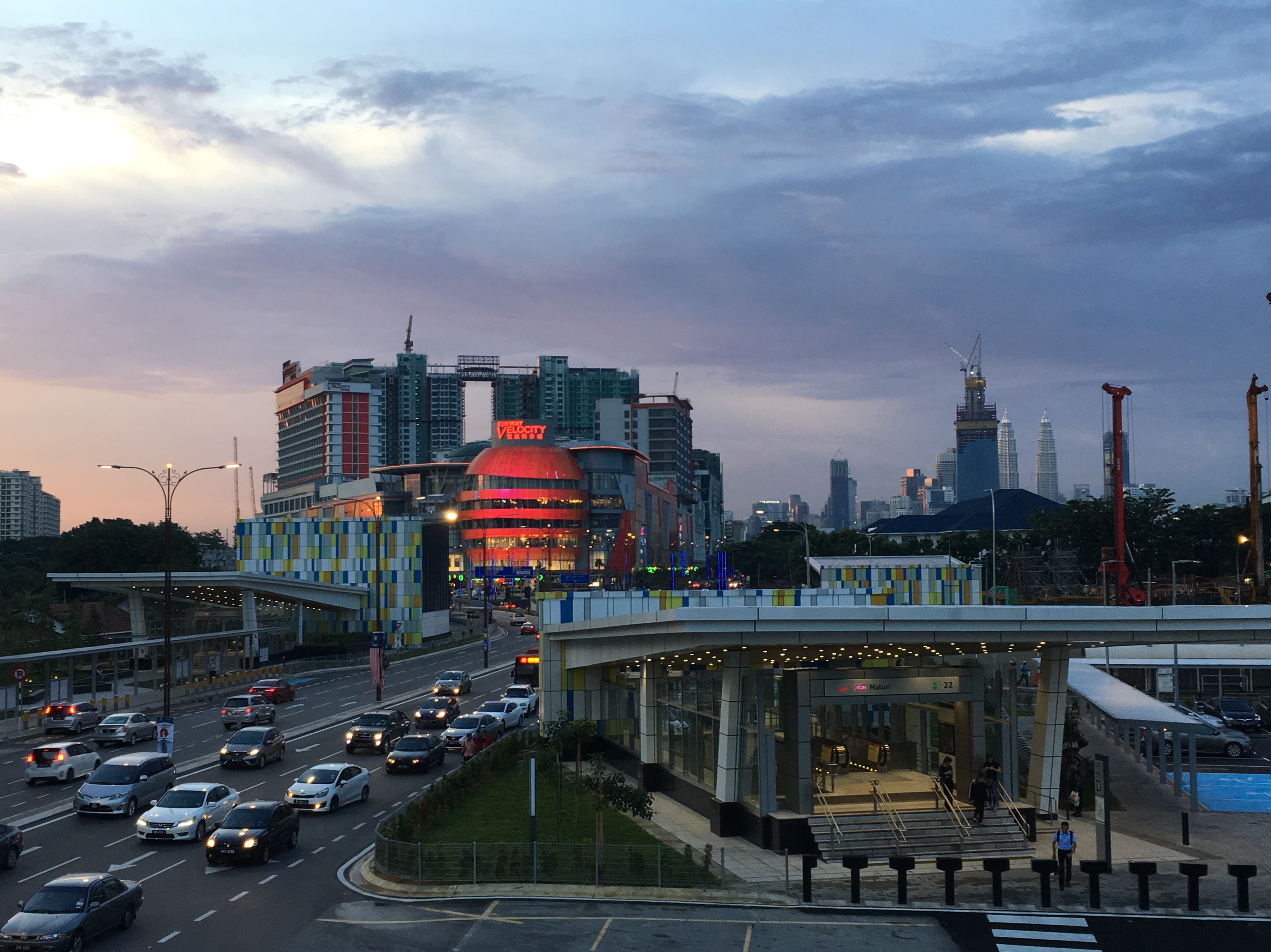
蕉赖路旁的马鲁里捷运站入口D
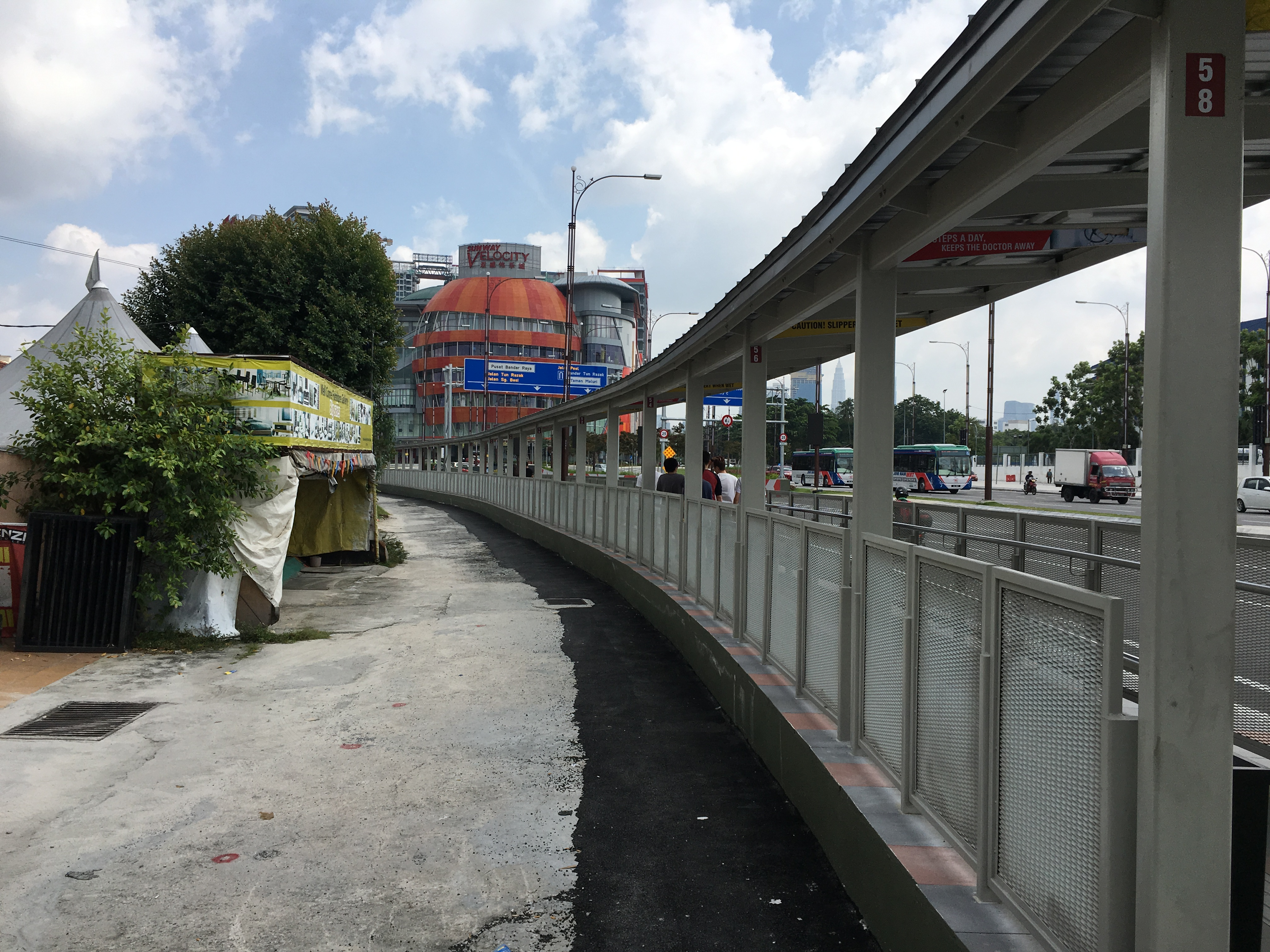
入口B外，通往伟乐城的有盖行人步道。
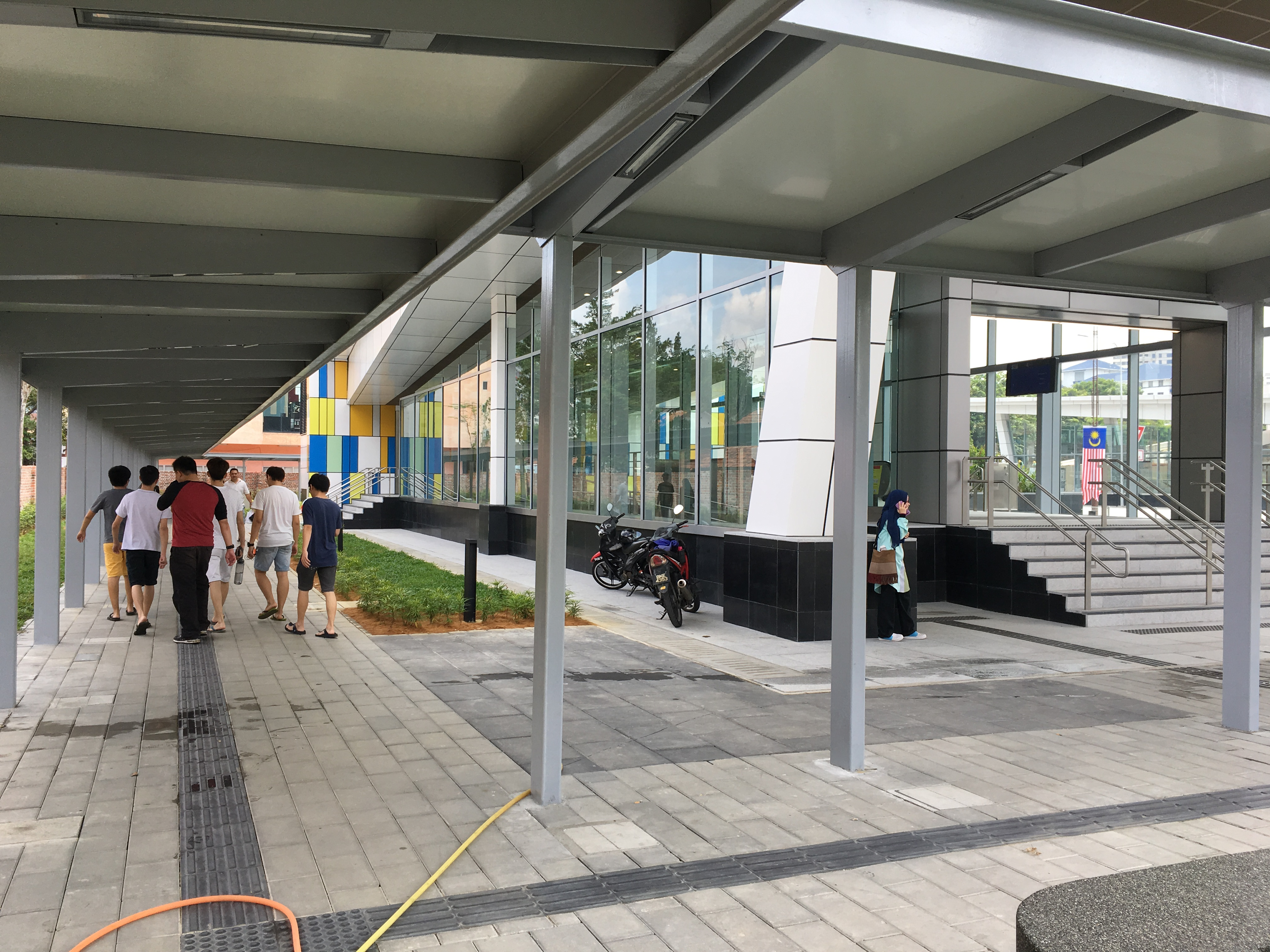
入口B外，通往伟乐城的有盖行人步道。

### 两站之间的行人天桥

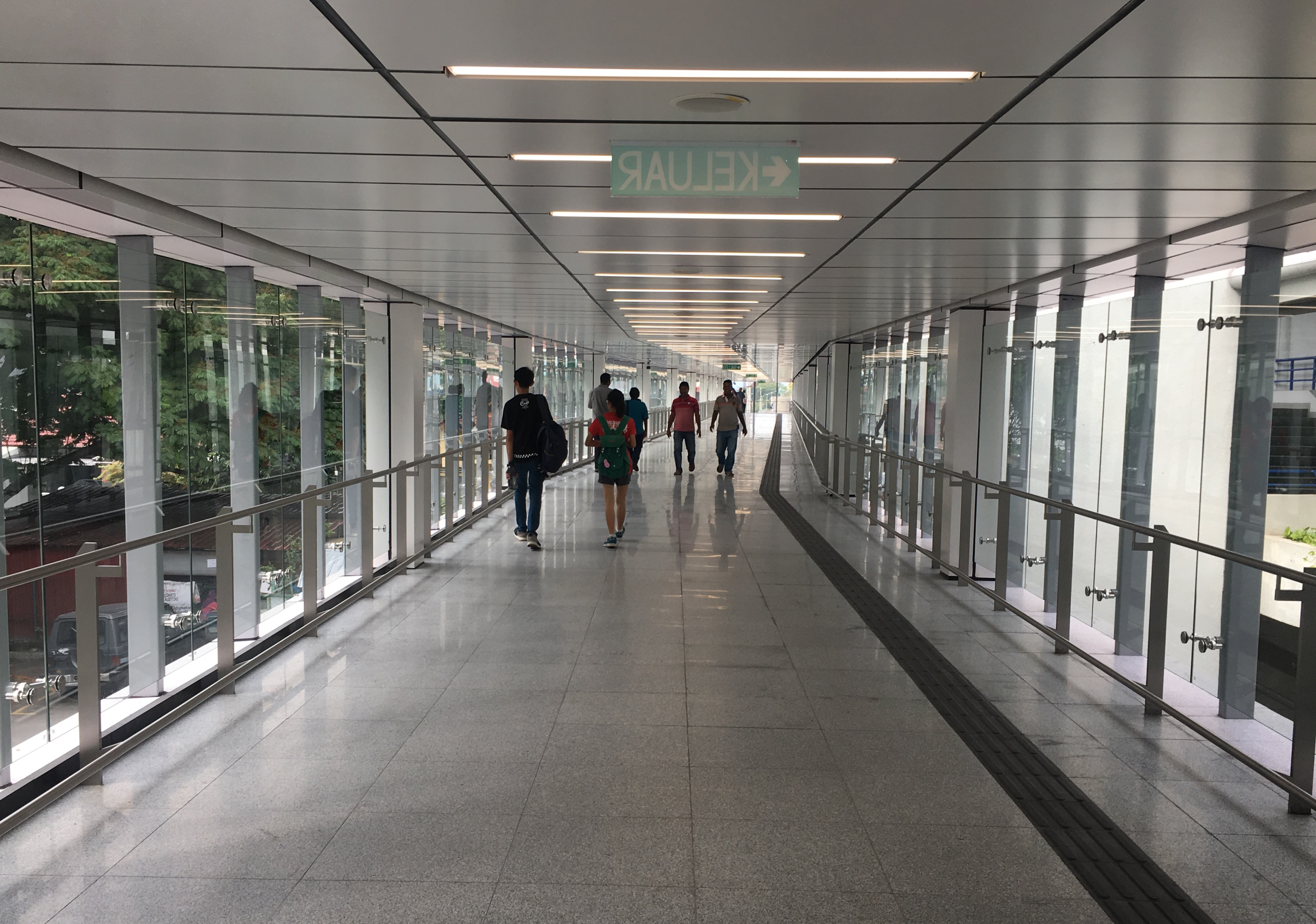
行人天桥一景。
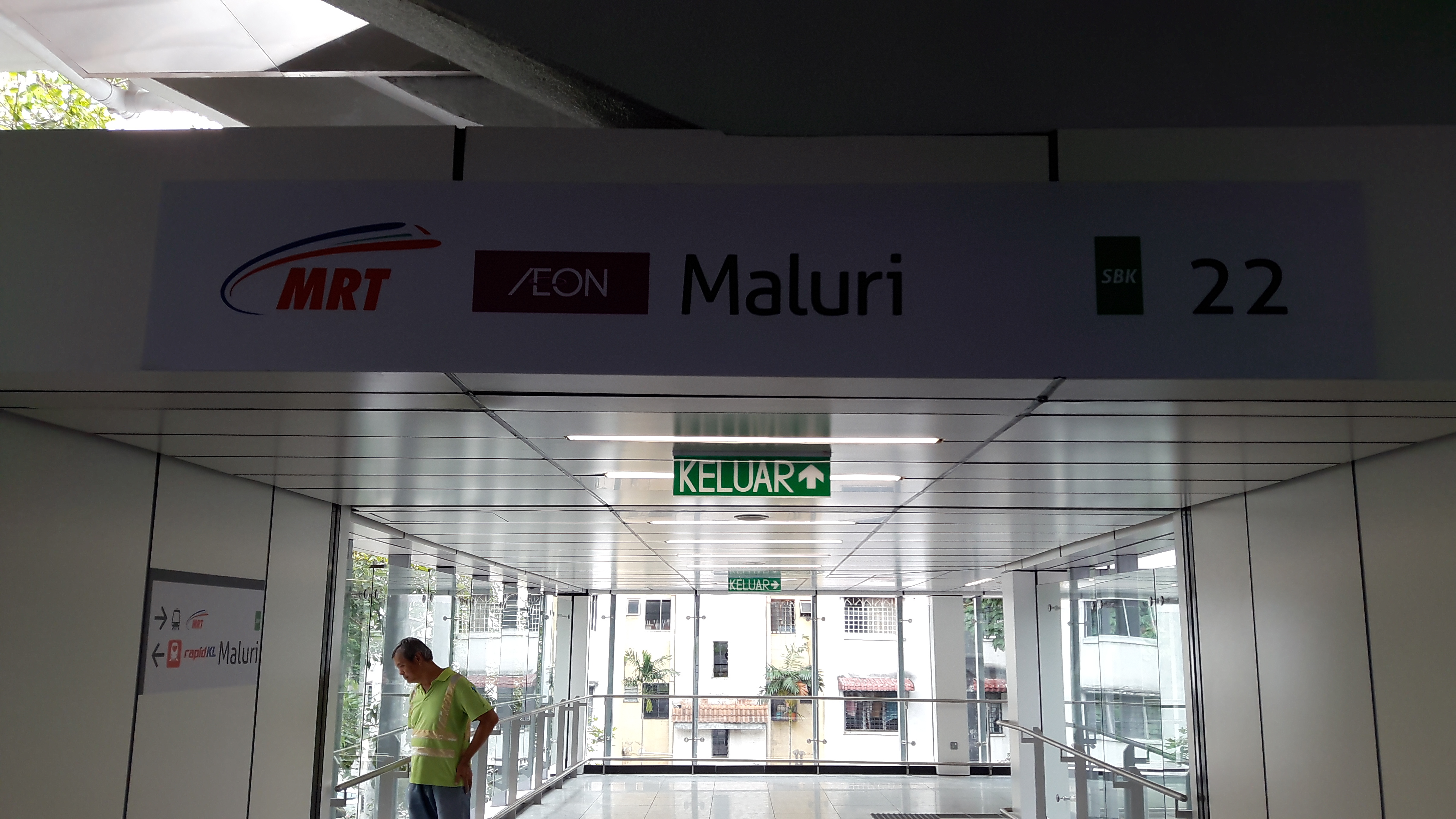
从安邦线车站大厅前往马鲁里捷运站台的行人天桥。
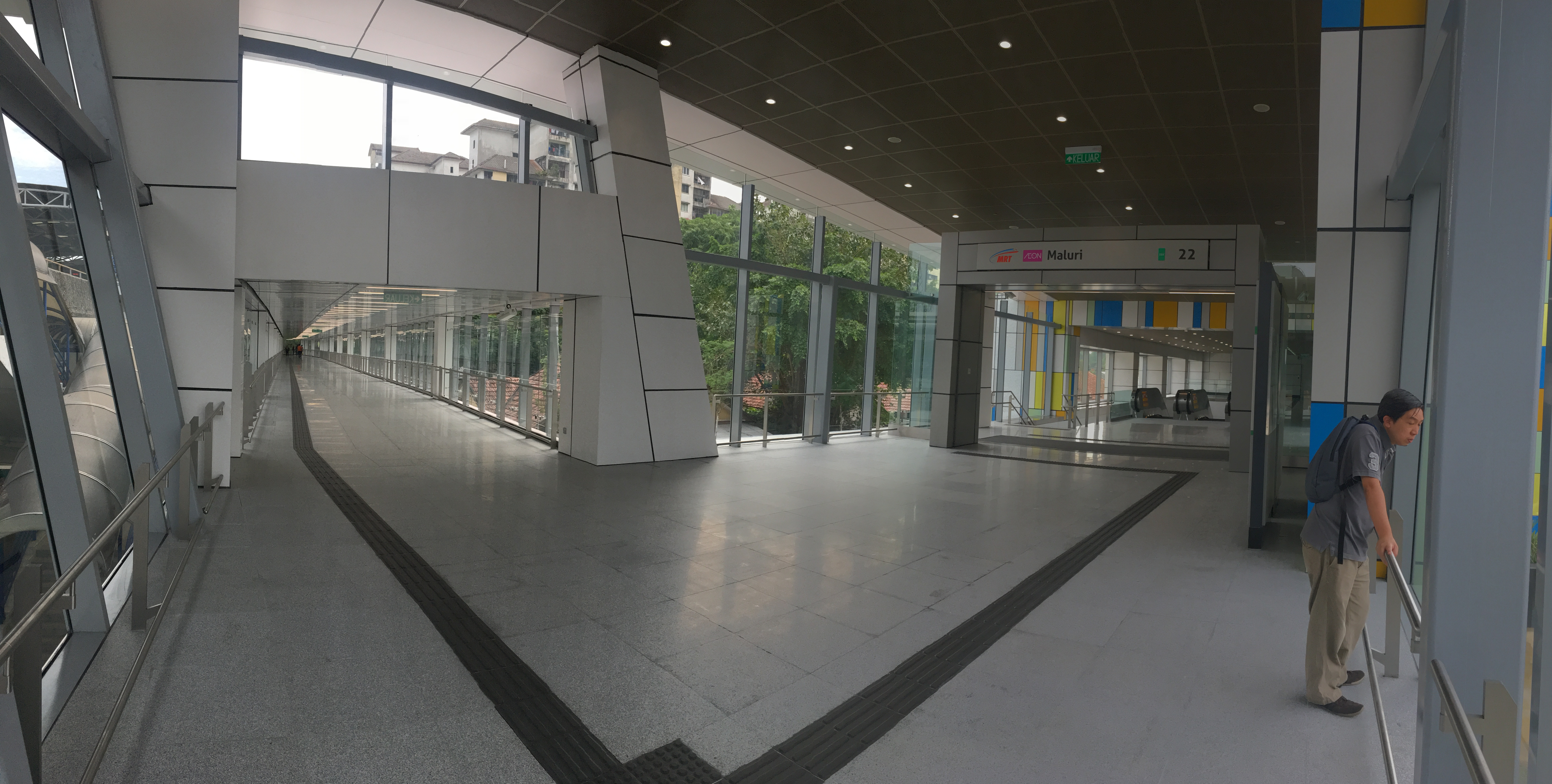
右边通往马鲁里捷运站入口C，而左边则是行人天桥。
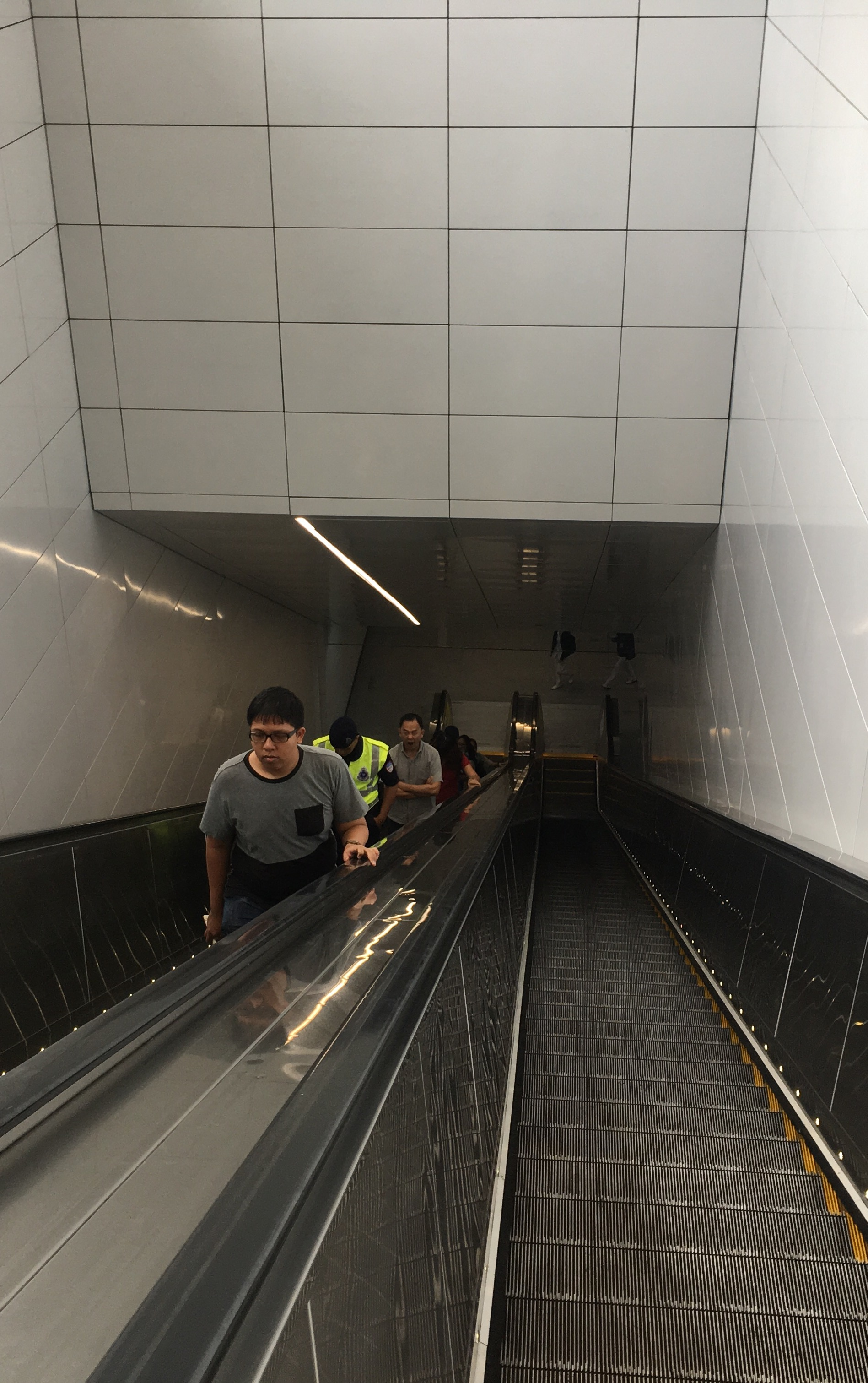
衔接行人天桥和捷运站大厅付费区的手扶梯。
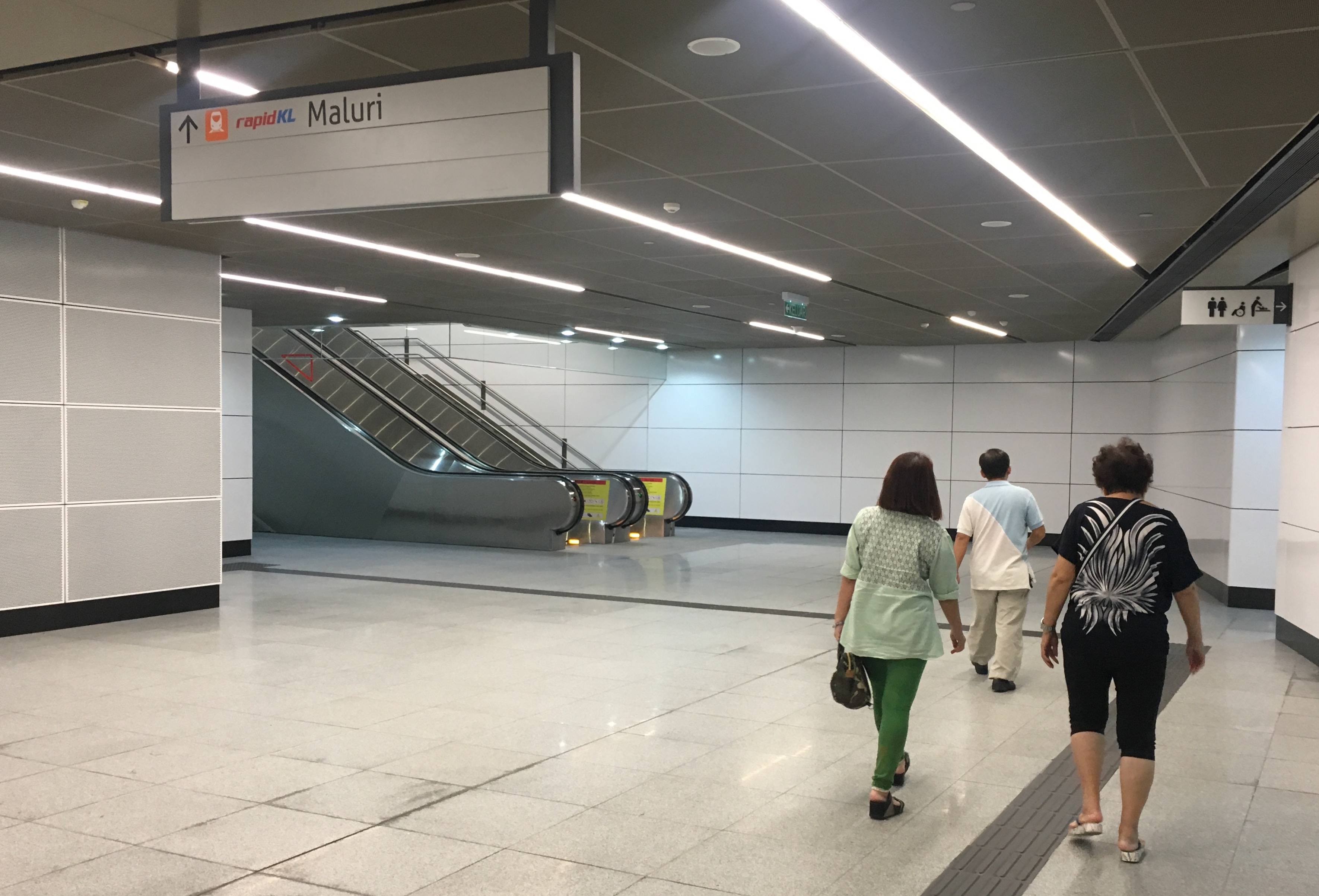
捷运站付费区的一个手扶梯，衔接至行人天桥。
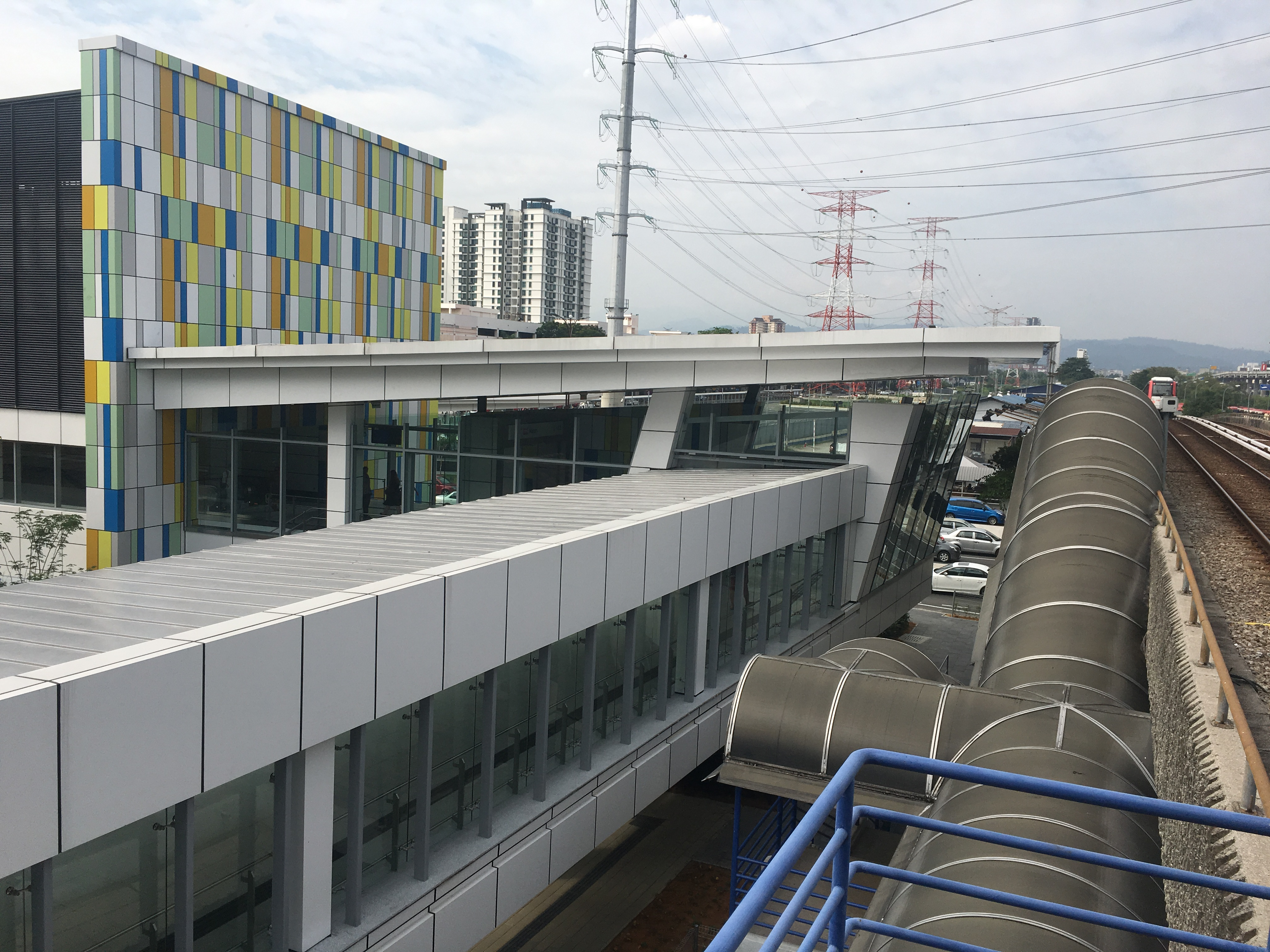
行人天桥外观。